# Kollafjørður

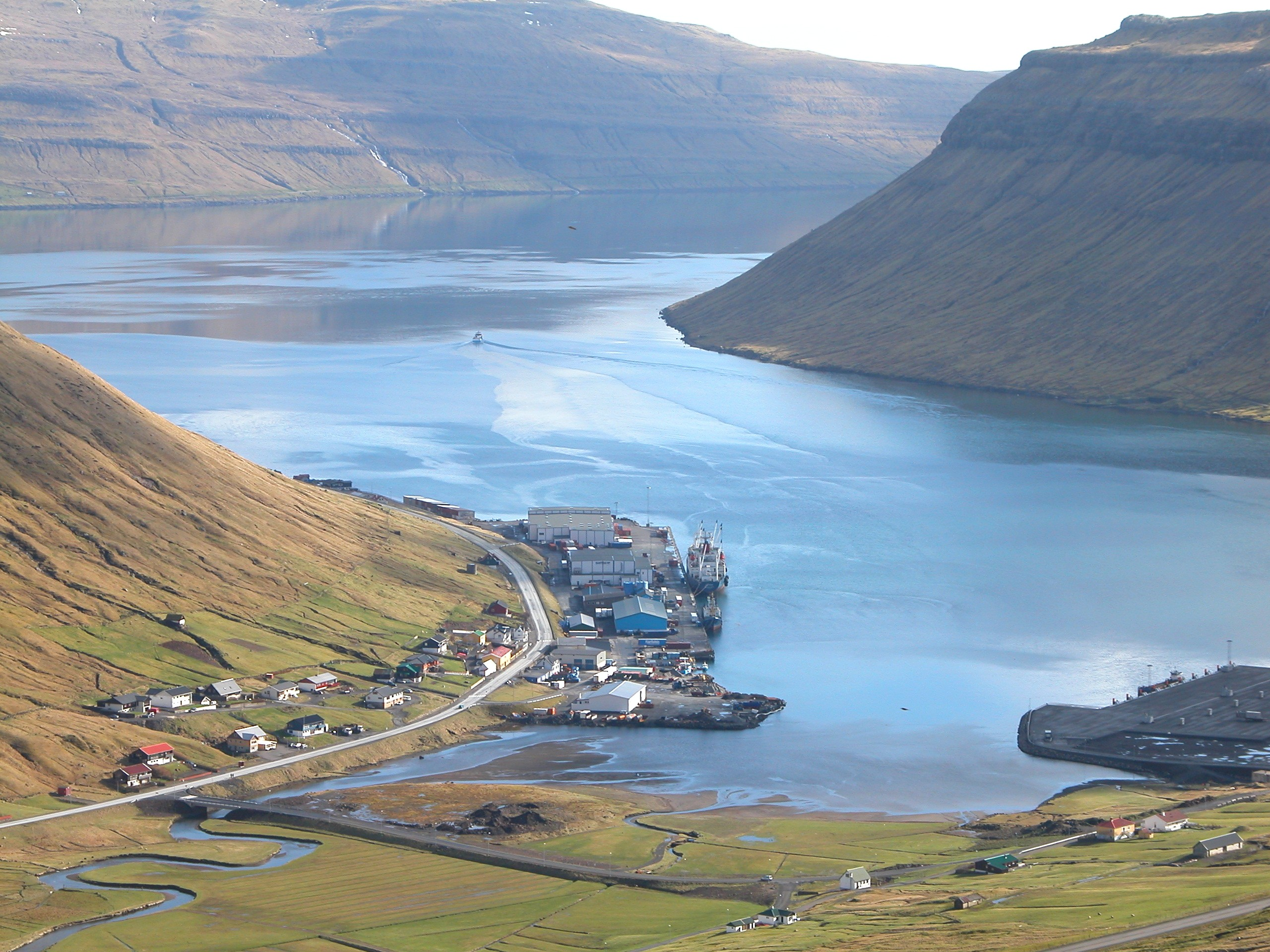
Der Ort Kollafjørður am gleichnamigen Fjord vom Oyggjarvegur aus betrachtet. Der Oyggjarvegur ist eine alte Hauptstraße, die durch die Berge Streymoys von Tórshavn nach Vestmanna führt.

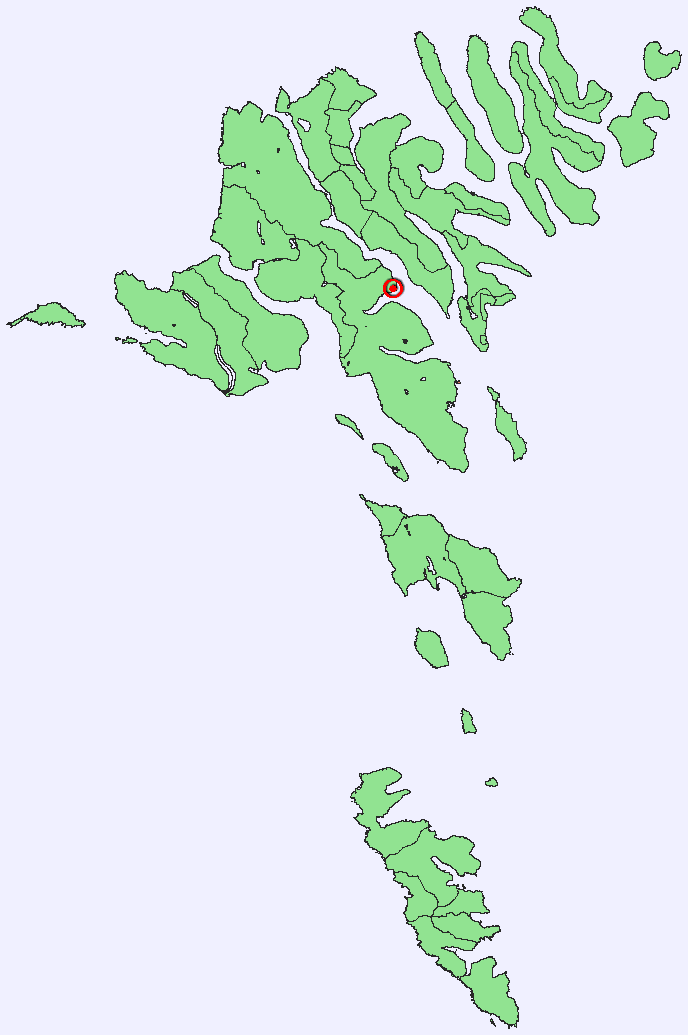
Lage von Kollafjørður auf den Färöern

Kollafjørður [ˈkʰɔtlaˌfjøːɹʊɹ] (dänischer Name: Kollefjord) ist ein Ort der Färöer auf der Insel Streymoy.

## Ortsdaten und Lage
Der Ort Kollafjørður liegt am gleichnamigen Fjord und erstreckt sich an dessen Nordseite über eine Länge von ungefähr 8 Kilometern. Damit ist Kollafjørður das längste Dorf auf den Färöern. Verwaltungsmäßig gehört der Ort zur Hauptstadtgemeinde Tórshavn. Im Jahr 2016 lebten 761 Menschen im Dorf Kollafjørður selbst und insgesamt 940 Menschen, wenn man die beiden unmittelbar benachbarten Dörfer Oyrareingir und Signabøur mit einbezieht. Die Postleitzahl von Kollafjørður ist FO-410.

## Vergangenheit und Gegenwart
Erstmals schriftlich erwähnt wird Kollafjørður im Jarðarbókin von 1584, wo der Ort unter der dänischen Bezeichnung Koldefiord erscheint. Spätestens seit dem Mittelalter befand sich hier eine lokale Thingstätte, das so genannte Várting. Im Ort befindet sich eine der zehn färöischen Holzkirchen. Sie stammt aus dem Jahr 1837.
Der bekannte färingische Landwirt und Dichter Jens Christian Djurhuus (1773–1853) lebte im Ortsteil við Sjógv (am Meer) und wird deshalb auch Sjóvarbóndin (der Meeresbauer) genannt.
Obwohl der Ort historisch zu Nordstreymoy gehört, wurde die bis 2001 eigenständige Gemeinde (Kollafjarðar kommuna) mit den Orten Kollafjørður, Signabøur und Oyrareingir in die Hauptstadtgemeinde Tórshavn (Kommune: Tórshavnar kommuna) eingemeindet.
Kollafjørður hat in den letzten 25 Jahren einen beträchtlichen Einwohnerrückgang hinnehmen müssen.
Wohnten 1989 noch 930 Menschen im Ort, so waren es im Jahr 2014 nur noch 734. Allerdings hat die Einwohnerzahl in den letzten zwei Jahren wieder leicht zugenommen. Haupterwerbszweig ist die Fischindustrie. Es gibt vor Ort einen Fischereihafen und fischverarbeitende Betriebe. Des Weiteren befindet sich in Kollafjørður die landwirtschaftliche Versuchsstation (Royndarstøðin) der Färöer, sowie ein Betrieb, der Fensterscheiben und Spiegelglas herstellt.
Der Ort hat auch einen eigenen Sportverein, der sich mit KÍF abkürzt. Der Verein betreibt eine Handball-, eine Volleyball- und eine Ruderabteilung. Die historische Verbindung zum Sundalag im Nordteil der Insel spiegelt sich heute noch in der sogenannten Sundalagsstevna wider, einem Ruderwettbewerb, der jährlich abwechselnd im Sommer in Hósvík, Hvalvík oder Kollafjørður stattfindet.

### Der Bankraub von Kollafjørður
Im Januar 1985 kam es in Kollafjørður zum ersten bekannten Bankraub auf den Färöerinseln. Zwei Täter forderten das gesamte Geld der örtlichen Bank und konnten fliehen. Die Polizei musste erst aus dem benachbarten Tórshavn anrücken und verzichtete aus Unerfahrenheit auf eine Straßensperre, so dass ihnen die Täter vermutlich mit dem Auto entgegenkamen ohne erkannt zu werden.
Trotz der unanonymen Strukturen auf der Insel tappte die Polizei lange Zeit im Dunkeln und forderte Verstärkung aus Kopenhagen an. Lediglich die Körpergrößen der Tatverdächtigen war ihnen bekannt. So kam es zunächst zur Festnahme eines in Frage kommenden Nonkonformisten, der jedoch ein Alibi in Form einer Schwimmbad-Eintrittskarte vorzuweisen hatte.
Einer der beiden Täter wurde schließlich beim Ausgeben der Beute festgenommen. Beim Kauf eines 3000 Kronen teuren Videorekorders zahlte er ausschließlich mit 10-Kronen-Scheinen, da er bei der Beuteteilung sämtliche kleinen Scheine erhalten hatte.

### Warme Wasserquellen in Kollafjørður
Kollafjørður geriet im Sommer 2014 in die Schlagzeilen als man im Ortsteil á Lygnnesi bei zwei Bohrungen in 165 m bzw. 200 m auf bis zu 26,2 °C warmes Wasser stieß. Der ergiebigste der beiden Bohrungsbrunnen stieß 33 Tonnen Wasser pro Stunde aus. Örtliche Geologen waren überrascht und suchten in der anschließenden Zeit nach einer Erklärung für diese Naturerscheinung.

## Bilder

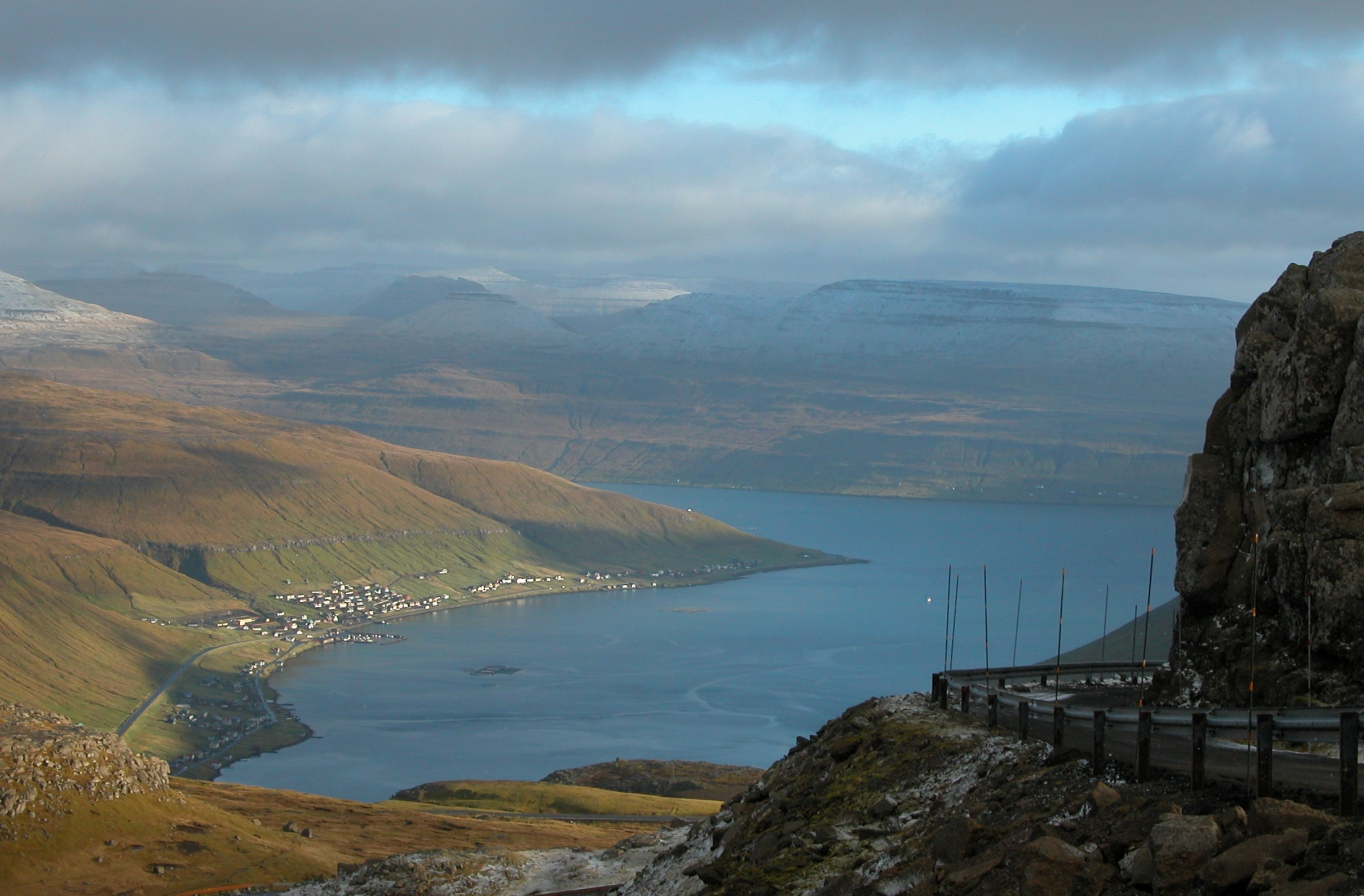
Kollafjørdur vom Sornfelli aus betrachtet.
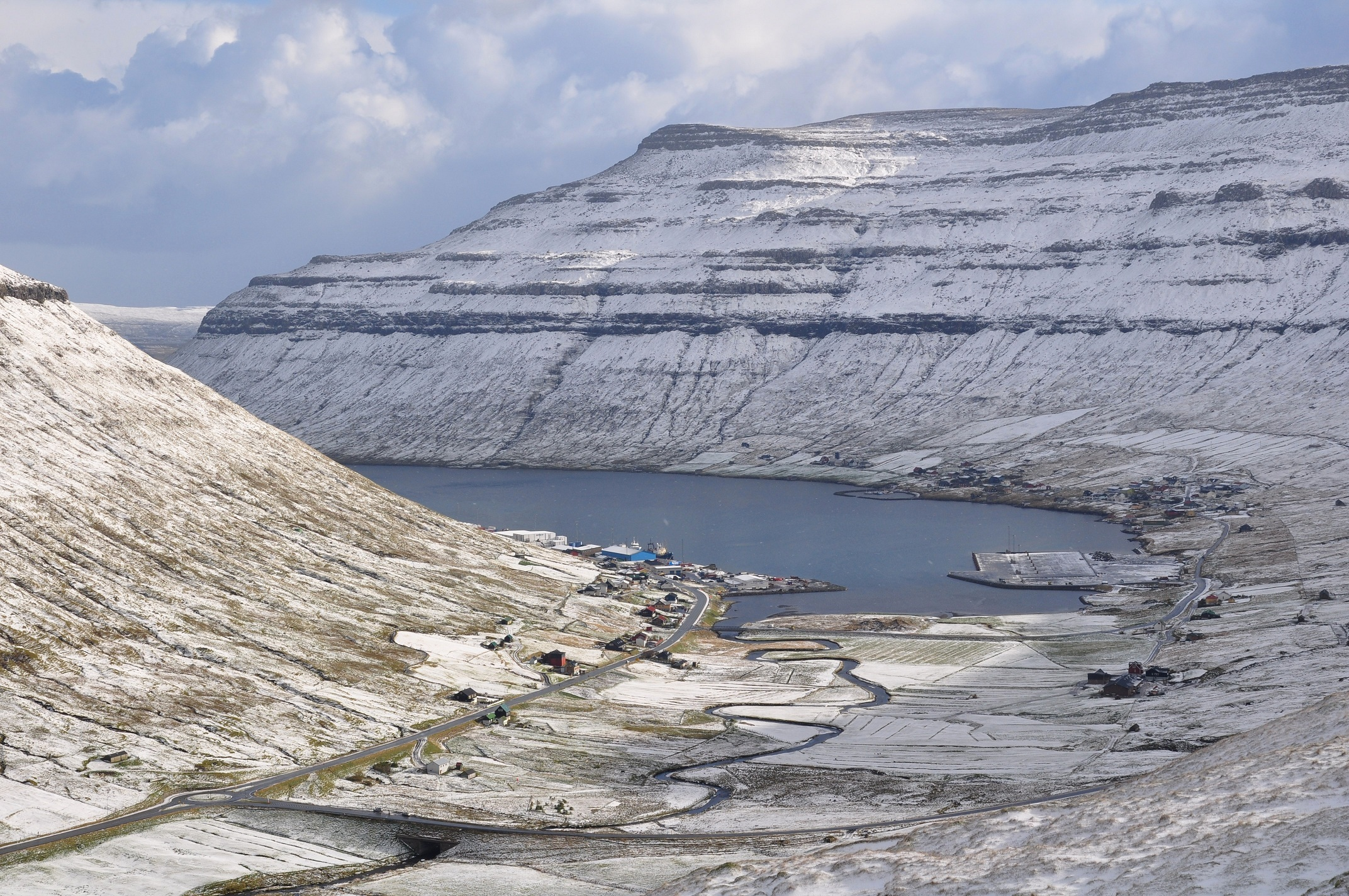
Kollafjørður im Winter.
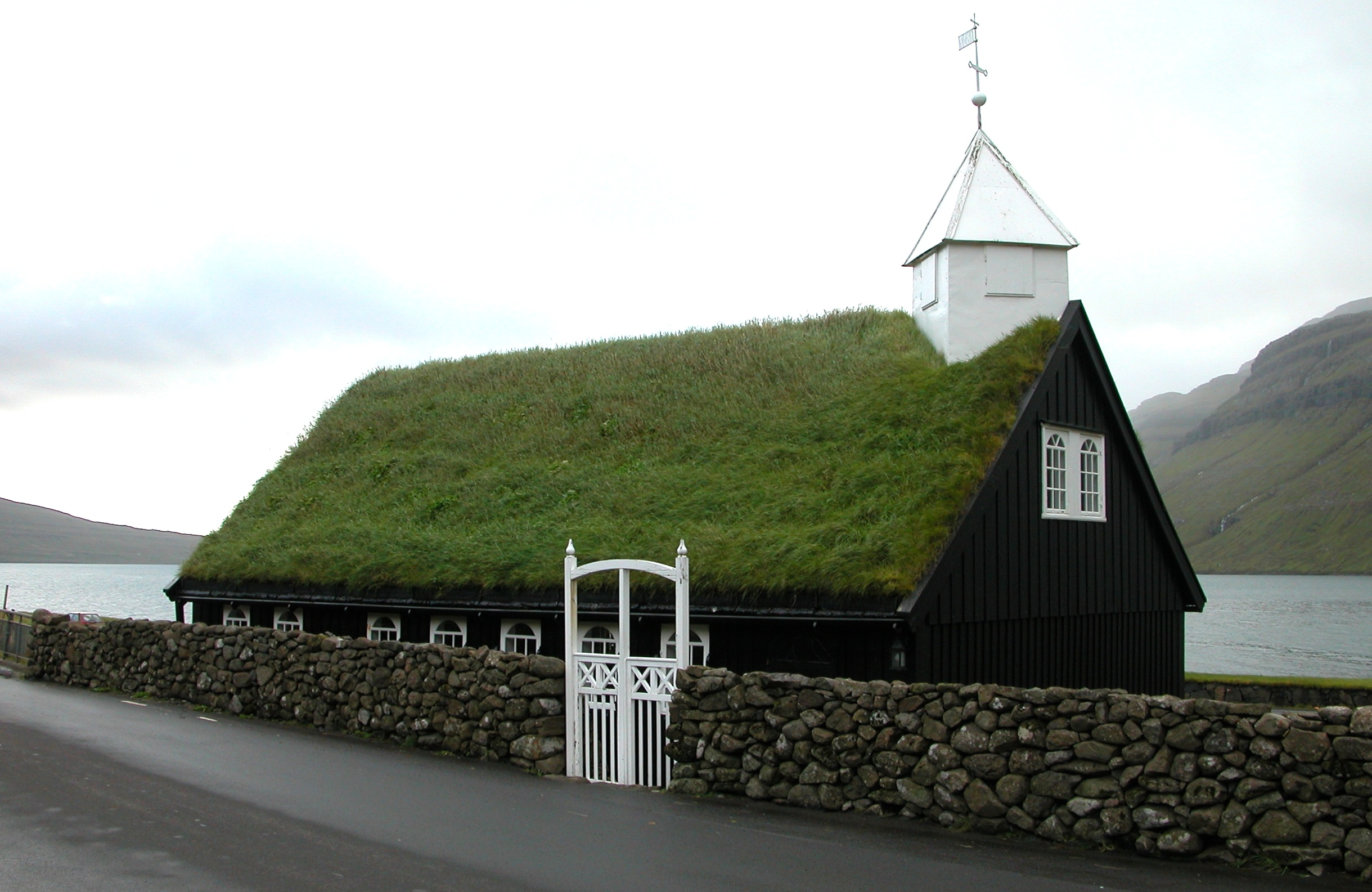
Die Kirche von Kollafjørður aus dem Jahr 1837.
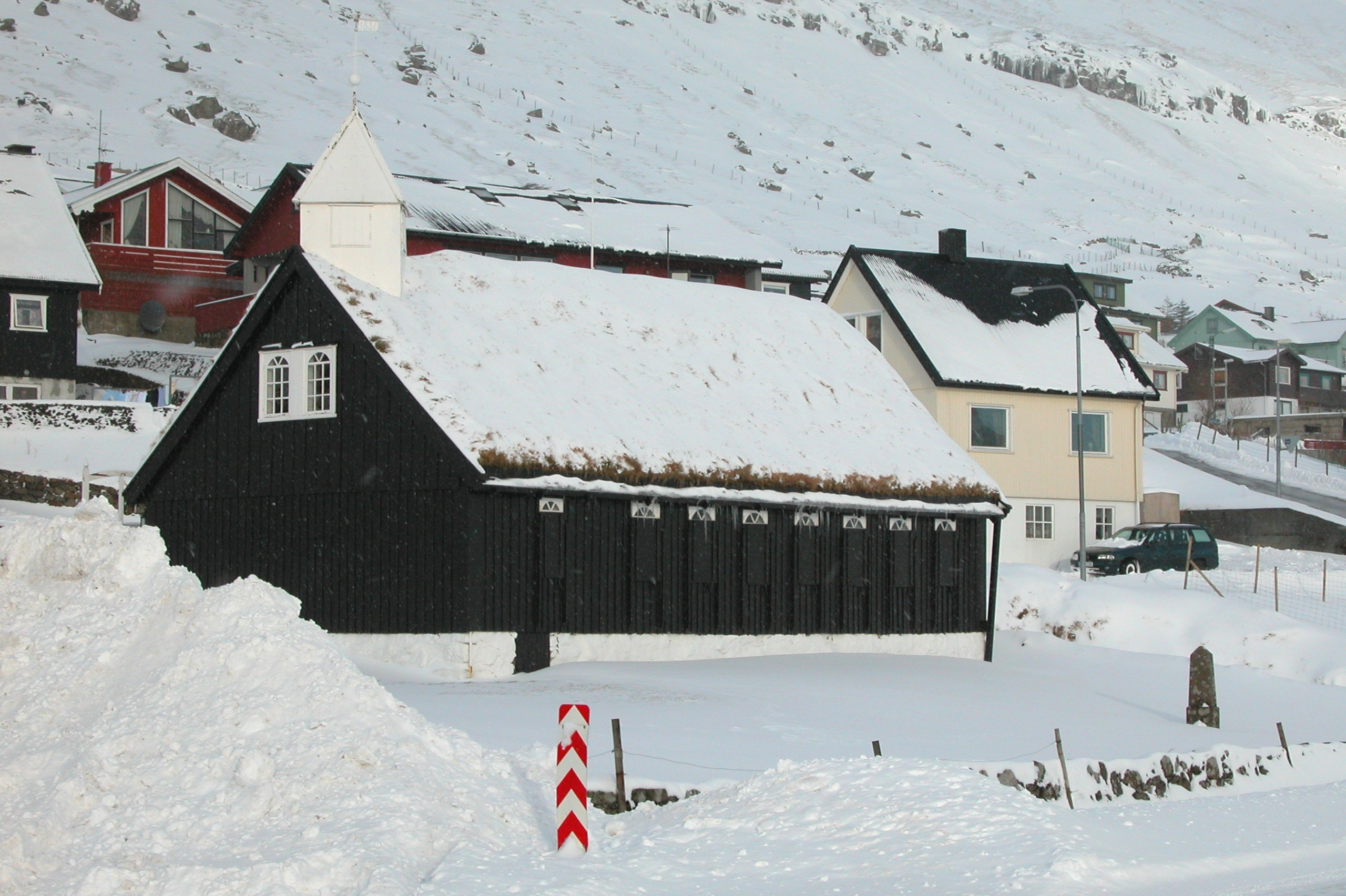
Die Kirche von Kollafjørður im Winter.
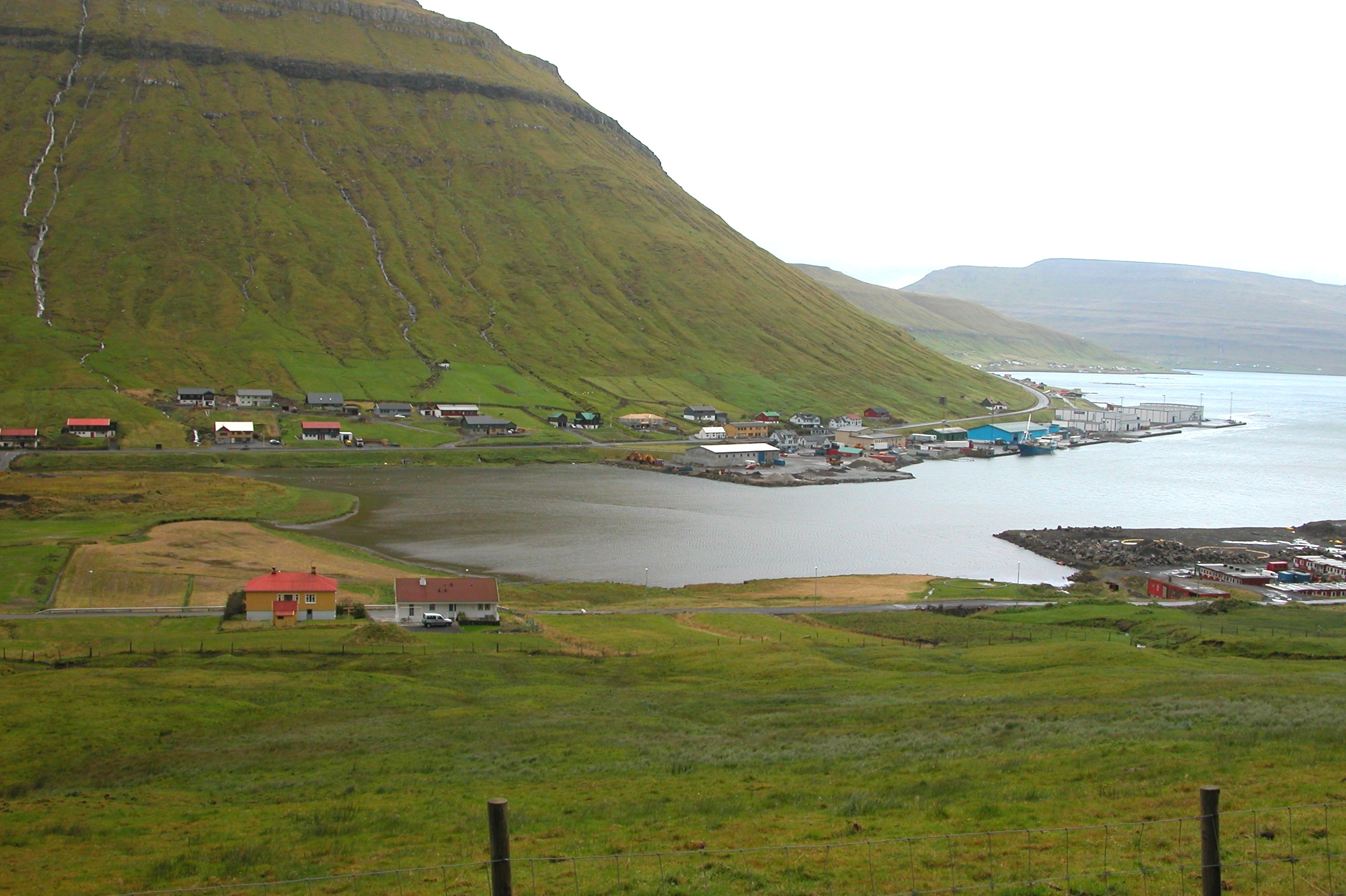
Die drei Ortschaften am Ende des Fjords: Oyrareingir links, Signabøur rechts und Kollafjørður im Hintergrund.

## Persönlichkeiten
- Jens Christian Djurhuus (1773–1853) – Landwirt und Dichter
- Johan C. F. Dam (1863–1925) – Landwirt und Politiker
- Sverri Djurhuus (1920–2003) – Autor
- Johan Dalsgaard (* 1966) – Entertainer und Schauspieler
- Jens Marni Hansen (* 1974) – Sänger und Komponist